# سیارک ۱۷۵۷۹
سیارک ۱۷۵۷۹ (به انگلیسی: 17579 Lewkopelew، نامگذاری:1994TQ16) هفده هزار و پانصد و هفتاد و نهمین سیارک کشف شده‌است که در ۵ اکتبر ۱۹۹۴ کشف شد.
قدر مطلق سیارک برابر ۱۱.۷ است.